# Santo Augusto (kommun)
Santo Augusto är en kommun i Brasilien.   Den ligger i delstaten Rio Grande do Sul, i den södra delen av landet, 1 500 km söder om huvudstaden Brasília. Antalet invånare är 13 970.
Följande samhällen finns i Santo Augusto:
- Santo Augusto

Trakten runt Santo Augusto består till största delen av jordbruksmark. Runt Santo Augusto är det mycket glesbefolkat, med 2 invånare per kvadratkilometer.